# Petite Niévès
Petite Niévès, en anglais Petit Nevis, est une très petite île de l'archipel des Grenadines au large de la côte de Bequia. 
L'île inhabitée actuellement, fut utilisée par les baleiniers pour dépecer leurs prises jusque dans les années 1960. Sa superficie est de 34 hectares. 
Une petite communauté isolationniste établie sur l'île voisine de Bequia vient y nettoyer les os de baleine accumulés par le passé, afin de fabriquer des matériaux de construction.